# War of the Ancients Trilogy
Warcraft: War of the Ancients Trilogy — (англ. дословно Ремесло Войны: Война Древних, Трилогия) трилогия Ричарда Кнаака, действие которой разворачивается во вселенной Warcraft.

## Книги
В трилогию входят книги:
- Книга 1: The Well of Eternity (Колодец Вечности) ISBN 0-7434-7119-9
- Книга 2: The Demon Soul (Душа Демона) ISBN 0-7434-7120-2
- Книга 3: The Sundering (Раскол) ISBN 0-7434-7121-0

## Сюжет
Трилогия описывает события, происходившие в вымышленном мире Warcraft во времена Битвы Древних, происходившей за 10 000 лет до условной точки отсчета, за которую принято считать события в Warcraft: Orcs & Humans. Главными действующими лицами книг стали дракон Кориалстраз, в своем эльфийском обличии известный под именем Краса, маг Ронин и орк Броксигар, попадающие в прошлое из-за энергетического разлома, открывшегося в горах Калимдора. Для спасения своего мира им необходимо помочь своим предкам под предводительством жрицы Элуны Тиранда Шёпот Ветра и братьев Ярость Бури Малфуриона и Иллидана выстоять против вторжения Пылающего Легиона, желающего разрушить Азерот.

## Основные персонажи[2]
- Кориалстраз
- Ронин
- Броксигар
- Тиранда Шёпот Ветра
- Малфурион Ярость Бури
- Иллидан Ярость Бури
- Королева Азшара